# Fertilidad

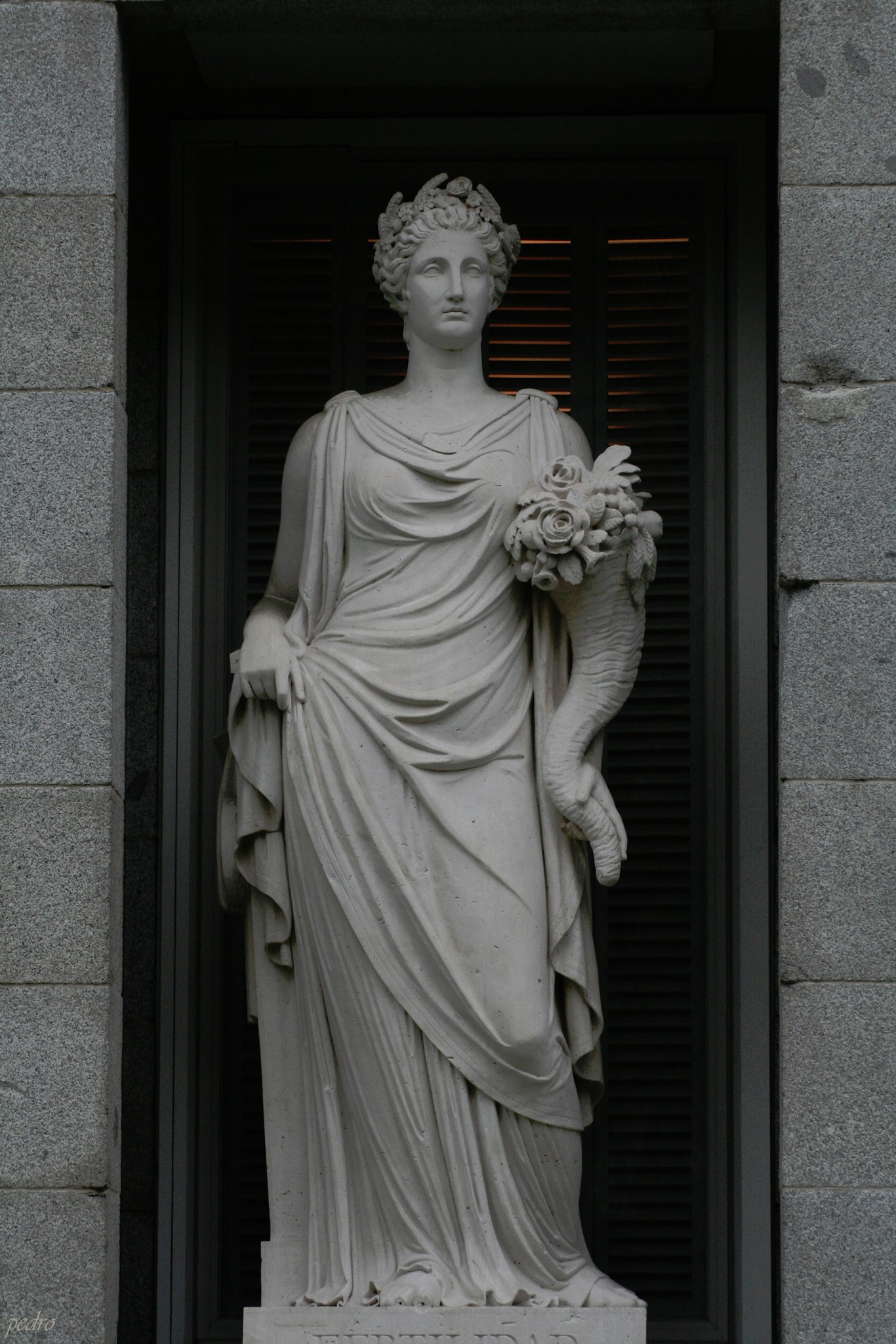
Alegoría a la fertilidad de Valeriano Salvatierra en el Museo del Prado (Madrid)

La fertilidad es la capacidad de un ser vivo de producir una progenie numerosa. Este es el resultado de la interacción de varios factores, tanto biológicos: la edad, el estado de salud, el funcionamiento del sistema endocrino, como culturales, las prescripciones respecto al sexo y el matrimonio, la división sexual del trabajo, el tipo y ritmo de ocupación, que la hacen variar espectacularmente entre situaciones distintas.
La fertilidad humana ha sido históricamente una cuestión culturalmente significativa. Al ser los hijos una fuente crucial de mano de obra en sociedades agrarias o de economía de subsistencia, la capacidad de ofrecer al núcleo familiar una prole numerosa era un rasgo muy valorado en las mujeres, y en muchas tradiciones el marido estaba autorizado a anular el matrimonio con una esposa estéril. La esterilidad masculina, de frecuencia similar, permaneció mucho tiempo desconocida, atribuyéndose solo a las mujeres la responsabilidad de la reproducción, como parte del sesgo hacia la dignidad de la mujer desde tiempos antiguos generalmente.
En sociología, la tasa de fertilidad, medida como el número de hijos por mujer, se ha usado como estimador fiable para el crecimiento vegetativo de la población.

## Relación entre edad y fertilidad
La principal causa de infertilidad es la edad en la que se comienza a procrear. En la mujer, la fertilidad cae desde los 20 años de una forma moderada, desde los 30-35 años cae de una forma más acusada. Por tanto, la frecuencia de abortos espontáneos va aumentando con la edad de la mujer. 
Por otro lado, la edad paterna también aumenta el índice de aborto, pero es menos pronunciada.

La declinación de la fertilidad por la edad es independiente a otros procesos fisiológicos. Es decir, a pesar de que una mujer pueda estar muy bien en otros sistemas del organismo, los ovarios dejan de funcionar por sí solos. La vida reproductiva óptima de una mujer va de los 12 a los 30-35 años. La edad de la mujer es un factor a considerar en las opciones de preservación de la reproducción. Por ello, en el caso de embarazo en mujeres de edad avanzada se recomienda realizar el test PGT-A, el cual, permite detectar aneuploidías, pues son más prevalentes a presentarlas.
La caída de la fertilidad en mujeres se debe a un fallo ovárico sobre todo. El ovario no responde a las hormonas estimuladoras hipofisarias, por lo que, los niveles de estrógenos caen y no se produce el feedback negativo. Esto hace que aumenten los niveles de las gonadotropinas, en especial la FSH, la cual se encuentra muy elevada en la orina de las mujeres menopáusicas.
Las mujeres a una edad más avanzada presentan una serie de alteraciones que convergen en un problema de infertilidad, como son: baja reserva ovárica, baja calidad de los ovocitos, disminución de la receptividad endometrial y aumento de las complicaciones asociadas al embarazo.

## Preservación de la fertilidad en seres humanos
En el caso de enfermos de patologías graves (como el cáncer) que son sometidos a tratamientos agresivos para conseguir la remisión de la enfermedad (radioterapia, quimioterapia), un efecto secundario frecuente es la pérdida de la capacidad reproductora, debido a la destrucción de los tejidos productores de gametos, espermatozoides u óvulos. Por ello, una preocupación creciente en estos pacientes es la posibilidad de preservar su fertilidad, para mantener su capacidad reproductora después de superada la enfermedad. En el caso masculino, la solución más sencilla es la criopreservación de espermatozoides, una técnica perfectamente desarrollada, y que permite al paciente mantener la capacidad reproductora, aunque recurriendo a técnicas de reproducción asistida. En el caso femenino, la situación es más compleja, debido a la menor tasa de producción de óvulos por ciclo, a la dificultad de su extracción y a la mayor complicación en las técnicas de criopreservación.
En las últimas décadas la incidencia de cáncer ha aumentado, pero paralelamente la tasa de supervivencia ha mejorado mucho: por ejemplo, en los últimos 25 años, la tasa de supervivencia relativa de 5 años para todos los tipos de cáncer ha pasado del 56% al 64% en pacientes femeninos, por lo que las necesidades de preservación de fertilidad también aumentan. El cáncer de mama es el tumor más frecuente en las mujeres occidentales (representa el 65% de todos los tumores y el 99% de las muertes relacionadas con cáncer), mientras que la enfermedad de Hodgkin (HD) es el tumor sólido más frecuente en adolescentes. Por esta razón, las pacientes de estos dos tipos de cáncer son posiblemente las que con mayor probabilidad recurran a técnicas de preservación de fertilidad.
Las opciones de preservación de fertilidad para las mujeres son las siguientes:
criopreservación de embriones
para ello es necesario obtener óvulos de la mujer, fecundarlos mediante fecundación in vitro (FIV) y congelar los embriones para su posterior implantación en el útero de la mujer; en este caso, o bien la mujer dispone de pareja estable o bien se debe recurrir a un donante anónimo, lo cual puede suponer un inconveniente. Este es el método utilizado con mayor frecuencia, con una tasa de éxito del 40%.
criopreservación de tejido ovárico
extraer y congelar tejido ovárico de la mujer para reimplantarlo después del tratamiento contra el cáncer; en este caso las principales complicaciones potenciales son el procedimiento de criopreservación (que no parece ser el factor limitante), y el riesgo de daño isquémico, aunque se están desarrollando con éxito técnicas para disminuir dichas complicaciones. En cuanto al desarrollo, los investigadores están aún trabajando en la mejor manera de conectar el tejido ovárico implantado al riego sanguíneo, aunque ya han nacido algunos niños utilizando esta técnica, que es la más prometedora en el caso de niñas de corta edad con problemas de fertilidad.
criopreservación de ovocitos
consiste en extraer y congelar óvulos maduros para su futuro, siendo una alternativa ética frente a la criopreservación de embriones y el más utilizado. Esta técnica requiere estimulación ovárica, lo que puede no ser viable en casos urgentes y conlleva riesgos como el síndrome de hiperestimulación ovárica.
supresión ovárica
tratamientos hormonales para proteger el tejido ovárico durante la quimio o radioterapia.
transposición de ovarios
reposicionamiento de los ovarios mediante cirugía, para alejarlos de la zona de exposición a la radioterapia.
cirugía ginecológica conservadora
por ejemplo retirada del cérvix mediante cirugía, pero mantenimiento del útero. 
Una última técnica que se ha desarrollado es la vitrificación de ovocitos, que puede utilizarse en situaciones clínicas en las que otras opciones  son viables. Aunque cientos de niños han nacido tras la vitrificación de óvulos, la tasa de embarazo clínico por ciclo de donación es 48.8% . Sin embargo, se espera que esta tasa mejorará considerablemente en los próximos años.
La elección entre las diferentes opciones depende de varios parámetros: el tipo y el momento en el que debe comenzar la terapia contra el cáncer, el tipo de cáncer, la edad de la paciente y la situación de pareja de la paciente.

## Relación entre alcohol y fertilidad
El alcohol es una de las substancias de consumo más generalizado. Cada vez hay más estudios que relacionan el consumo de alcohol con disminución de la fertilidad tanto en hombres como en mujeres.
En hombres, según un estudio de la Universidad Southern Denmark, se ha demostrado que la concentración del semen y el número de espermatozoides disminuyen a la vez que aumenta el consumo de bebidas alcohólicas. Esto se refleja con consumos tan moderados como son 5 unidades de alcohol semanales. En casos más severos podría incluso producirse una disminución de la libido, impotencia y atrofia testicular.
Las mujeres, por regla general, son más susceptibles al efecto nocivo del alcohol (por tener una absorción gastrointestinal más rápida, una metabolización más lenta a través de la enzima alcoholdeshidrogenasa, así como la expresión de dicha enzima en menor cantidad en mujeres). Se estima que un consumo diario de 2-3 bebidas alcohólicas (140g por semana) en mujeres multiplica por 1,6 el riesgo de infertilidad. También se relaciona con problemas de la ovulación (ya que se puede alterar la regulación hormonal que lleva a la consecución de un ciclo ovárico normal), con una mayor tasa de aborto y peor pronóstico perinatal si se sigue consumiendo (partos prematuros, bajo peso al nacimiento, muerte fetal y el denominado síndrome de alcoholismo fetal).
Estudios sobre resultados de tratamientos de reproducción asistida observaron que los resultados del tratamiento son peores cuanto más reciente es el consumo. De este modo, las parejas que van a iniciar un tratamiento de reproducción asistida, deben dejar de beber alcohol, por lo menos 3-6 meses antes de cualquier procedimiento.

## Trastornos alimenticios y fertilidad
Los trastornos de la alimentación son enfermedades psicológicas y médicas que pueden afectar negativamente la salud reproductiva. Según datos de la Asociación de Lucha contra la Bulimia y la Anorexia (ALUBA) publicados en 2010 si bien estas enfermedades tienen mayor incidencia en la adolescencia, la edad de comienzo es cada vez más temprana y en los últimos años se han visto triplicados los casos de estos trastornos entre los hombres jóvenes.
En las mujeres los problemas de infertilidad más frecuentes asociados a los trastornos alimentarios son:
- Amenorrea
- Ciclos menstruales irregulares
- Deficiente calidad de los óvulos
- Trastornos o problemas ováricos
- Ambiente uterino inapropiado o desfavorable
- Abortos espontáneos

Cabe destacar que el sistema reproductivo es muy sensible al estrés fisiológico que pueden implicar los trastornos alimentarios. Una vez recuperado el peso ideal, la amenorrea puede persistir en algunos casos porque no siempre es suficiente para que el organismo recupere la totalidad de sus funciones reproductivas. Sin embargo, en general, cuando las personas dejan de restringir la ingesta calórica, las menstruaciones se normalizan y hasta pueden llegar a lograr un embarazo espontáneo.
En el caso de los hombres, la obesidad también puede causar disfunción eréctil y una disminución de la frecuencia de las relaciones sexuales. Podemos afirmar que diez kilos de más en el hombre aumentan un 10% sus problemas de infertilidad. Además, la comida rica en grasa eleva la temperatura testicular y daña las células germinales masculinas.
Por tanto, llevar una buena dieta influye positivamente en la fertilidad. De hecho, la adherencia a las dietas antiinflamatorias como la dieta mediterránea (específicamente, una mayor ingesta de ácidos grasos monoinsaturados y poliinsaturados n-3, flavonoides y una menor ingesta de carne roja y procesada) mejora la fertilidad, la tecnología de reproducción asistida (ART ) el éxito y la calidad del esperma en los hombres. En definitiva, la integración de patrones dietéticos antiinflamatorios como tratamientos complementarios de fertilidad de bajo riesgo puede mejorar la fertilidad parcial o totalmente y reducir la necesidad de intervenciones farmacológicas o quirúrgicas prolongadas o intensivas.

## Deporte y fertilidad
La afectación del deporte sobre la fertilidad depende tanto del sexo de la persona como del tipo de actividad deportiva y su intensidad.
En hombres, los deportes que más afectan a la fertilidad son:
- Deportes de motor: en diferentes estudios se observan temperaturas escrotales elevadas que producen espermatogénesis alterada e incluso inhibida, además de un recuento reducido de espermatozoides. Esto no tiene que estar estrictamente relacionado con un impacto sustancial en la fertilidad. Se destaca el ciclismo, ya que es una de las actividades más problemáticas para la fertilidad debido al impacto mecánico que se produce al sentarse en el sillín, el sobrecalentamiento gonadal y el uso de ropa ajustada. Todo ello se ha asociado con una morfología anormal de los espermatozoides y una motilidad reducida
- Atletismo: Correr una distancia media mínima de 108 km / semana durante 12 meses se ha asociado con reducciones en varios parámetros del semen, así como en la concentración y motilidad de los espermatozoides y en el número de células redondas. Por debajo de estos valores de distancia y tiempo, no se ven modificaciones. Puede darse un periodo de recuperación donde los valores vuelven a ser normales, pudiendo alcanzar las cifras iniciales.
- Montañismo: la exposición corta (5 días) a la hipoxia combinada con el ejercicio no alteró significativamente los parámetros de los espermatozoides, pero produce una marcada reducción en la motilidad de los mismos.

En mujeres, los ensayos clínicos realizados hasta el momento sugieren que la actividad física regular afecta positivamente la fertilidad femenina y la salud de la descendencia, aunque este efecto parece depender de la intensidad del ejercicio. Además, el ejercicio de alta intensidad con agotamiento se asoció con un riesgo 2 veces mayor de problemas de fertilidad en comparación con el ejercicio de baja intensidad. En mujeres que realizan ejercicio de alta intensidad, ocurren irregularidades menstruales, con mayor prevalencia de amenorrea, anovulación y la deficiencia de la fase lútea. Sin embargo, el ejercicio de intensidad baja o moderada parece mostrar efectos beneficiosos sobre el embarazo, lo que podría deberse a una expresión diferencial de las proteínas endometriales. Por todo ello, se podría sugerir el ejercicio de intensidad moderada para mejorar la fertilidad femenina.
Se puede afirmar, por tanto, que en ambos sexos realizar deporte de alta intensidad produce consecuencias negativas mientras que la realización de deporte de intensidad media o baja produce consecuencias positivas en la fertilidad.

## Anabolizantes androgénicos y fertilidad
En deportistas que abusan de anabolizantes androgénicos (AAS) se suelen observar concentraciones bajas o normales de gonadotropinas y baja concentración de testosterona.
En hombres por hallazgos inmunohistoquímico, artículos sugieren que existe una disminución de la esteroidogénesis en el tejido testicular, un deterioro específico de la espermatogénesis en etapa terminal, con una falta de formas avanzadas de espermátidas. Después de la interrupción de la administración de AAS, las células de Leydig tienden a proliferar permaneciendo siempre por debajo de los recuentos regulares. Además, el análisis de espermatozoides por la técnica de hibridación fluorescente in situ (FISH) reveló disomías de los cromosomas sexuales XY y de los cromosomas 1 y 9. Esto tiene como causa anomalías en el proceso meiótico y daño genético por la toma de estas sustancias. Es relevante afirmar que este proceso no se consigue revertir con la no administración de este tipo de sustancias, pudiéndose recuperar parte de los valores disminuidos, pero nunca los valores iniciales. 
En mujeres, la toma de AAS suprime la liberación de gonadotropinas de la glándula pituitaria mediante un mecanismo de retroalimentación negativa, ya sea directamente en la glándula pituitaria o indirectamente al suprimir la liberación hipotalámica de GnRH. Esto da como resultado una disminución de niveles séricos de LH y FSH. Asimismo, se observan características fenotípicas como hirsutismo, disminución del tamaño de las mamas o hipertrofia del clítoris.

## Estrés y fertilidad
Existen numerosas investigaciones que han demostrado que el estrés puede promover cambios a largo plazo en múltiples sistemas neuroquímicos, ya que influye en las reacciones de diversos ejes neuroendocrinos como son el eje hipotalámico-pituitario-adrenal, el eje hipotalámico-pituitario-gonadal (HPG) o el sistema simpático-adrenal-medular. Producen sobrecarga alostática, es decir, un cambio en la estabilidad de sistemas fisiológicos importantes con consecuencias negativas en la liberación de hormonas sexuales que pueden afectar la fertilidad. 
El estrés afecta principalmente a la mujer ya que se ha comprobado en diferentes estudios que la mayoría de ellas planifican su fertilidad muy meticulosamente al igual que hacen con sus objetivos laborales, el estilo de vida, la contracción del matrimonio, planificación rigurosa del día exacto en el que se puede quedar embarazada, etc. La incapacidad de realizar estas expectativas sociales puede constituir una fuente de estrés y tensión que tiene como resultado el deterioro de la calidad de vida de la mujer, afectando directamente su fertilidad. 
A pesar de estas posturas, en general, las investigaciones no son concluyentes a la hora de determinar una relación causal entre estrés e infertilidad, siendo uno de los motivos de esta controversia la heterogeneidad de los criterios. Sin embargo, todos apoyan la siguiente idea: "Aunque la infertilidad causa estrés, el estrés no necesariamente causa infertilidad."

## Radiaciones y fertilidad
Las radiaciones ionizantes son aquellas radiaciones con energía suficiente para ionizar la materia, extrayendo los electrones de sus estados ligados al átomo. Afecta en su mayoría al sexo femenino. Un ejemplo de este tipo de radiación es la radioterapia, técnica utilizada para la eliminación de determinados tipos de tumores. En esta terapia se irradian el tumor y tejidos sanos circundantes, provocando daños genéticos en las células comprendidas en esta sección. En algunos tejidos el daño es reversible pero en otros, por ejemplo el ovario, a pesar de la presencia de maquinaria de reparación de daño génico, este daño  progresivo y permanente. Los ovocitos de mamíferos tienen la capacidad de reparar enzimáticamente daños para afrontar y corregir modificaciones del ADN, aunque su función en la reparación del daño genómico inducido por la radiación aún no está clara. Esto puede provocar: 
- Producción deficiente de hormonas ováricas
- Disfunción uterina debido a una exposición inadecuada de estrógenos
- Menopausia precoz
- Infertilidad.
- Vascularización uterina alterada
- Disminución del volumen y elasticidad uterinos
- Fibrosis y necrosis del miometrio
- Atrofia e insuficiencia endometrial.

Todo ello depende de la edad de la paciente (cuanto más joven es la paciente en el momento de la radiación, mayor es el daño), la dosis de exposición, el tiempo de exposición y finalmente la quimioterapia asociada.
Los hijos de supervivientes de cáncer tenían más probabilidades de ser prematuros y de pesar menos de 2500 g, mientras que el riesgo de malformaciones o muerte no aumentó. Varios estudios demostraron un mayor riesgo de embarazos y resultados neonatales adversos asociados con antecedentes de irradiación abdominal.
Las radiaciones no ionizantes se definen como aquella onda o partícula que no es capaz de arrancar electrones de la materia que ilumina produciendo, como mucho, excitaciones electrónicas. Estas afectan en mayor proporción a hombres. En ellos, el uso de teléfonos móviles afecta negativamente la calidad del semen al disminuir el recuento, la motilidad, la viabilidad y la morfología de los espermatozoides, lo que podría contribuir a la infertilidad masculina. Además, la exposición al microondas altera los túbulos seminíferos y reduce la población de células de Leydig y, por lo tanto, la concentración de testosterona sérica. Muchos estudios in vitro e in vivo demostraron que las radiaciones no ionizantes inducían roturas genotóxicas del ADN de cadena simple y de doble cadena, formación de micronúcleos, cambios en la expresión génica, proliferación celular y apoptosis. Todo ello depende de la duración de la exposición, la distancia a la fuente de radiación, la densidad de potencia y la profundidad de la penetración. 
En la mujer  el efecto de las radiaciones no ionizantes aún no se conoce bien, pero parece correlacionarse con tasas más altas de abortos espontáneos y defectos de nacimiento

## Enfermedades oncológicas y fertilidad
Los tratamientos contra el cáncer van encaminados a la eliminación de las células del cuerpo que se dividen rápidamente. No obstante, aunque las células cancerosas destaquen por ello, no son las únicas de nuestro cuerpo que lo hacen. Un ejemplo de células de nuestro cuerpo que se ven afectadas, por tanto, son los espermatozoides y sus células germinales. En el caso de las mujeres, los folículos ováricos (sacos donde se encuentran los óvulos) resultan dañados y se altera la producción de hormonas normal del cuerpo.  
La infertilidad producida por estos tratamientos en algunos casos es pasajera, mientras este dura, pero también puede resultar irreversible. 
Por todo esto, cobra especial importancia la preservación de la fertilidad en edad reproductiva.